# Navailles-Angos
Navailles-Angos település Franciaországban, Pyrénées-Atlantiques megyében. Lakosainak száma 1547 fő (2022. január 1.). Navailles-Angos Argelos, Astis, Doumy, Montardon, Saint-Armou, Saint-Castin, Sauvagnon és Serres-Castet községekkel határos.

## Népesség
A település népességének változása:
| Lakosok száma | 1396 | 1474 | 1516 | 1521 | 1522 | 1522 | 1523 | 1536 | 1547 |
|               | 2013 | 2015 | 2016 | 2017 | 2018 | 2019 | 2020 | 2021 | 2022 |